# .276 엔필드

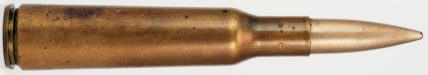

.276 엔필드(.276 Enfield, 7×60mmRB)는 패턴 1913 엔필드 (P'13) 소총과 함께 개발된 실험적인 리베이티드 림 테이퍼드 보틀넥 중앙 격발식 군용 소총 탄약통이었다. 제1차 세계 대전의 발발로 개발이 중단되었다.

## 역사
남아프리카 공화국에서 벌어진 제2차 보어 전쟁 (1899-1902) 동안 영국 당국은 보어족 명사수와 저격수들이 7×57mm 마우저 탄을 발사하는 마우저 모델 1895 소총으로 무장하여 무시무시한 효과를 보이며 정확한 장거리 사격에서 .303 브리티시 마크 II 탄약보다 훨씬 우위에 있자, 소총과 탄약 설계 및 전술을 재평가할 수밖에 없었다.

### 성능 향상을 위한 정부 주도 노력
.276 엔필드는 리엔필드 소총에 사용된 .303 브리티시 탄약보다 더 강력하고, .280 로스, 7.92×57mm 마우저, .30-06 스프링필드 및 7.5×55mm 스위스 GP11와 같은 다른 크고 강력한 20세기 초 군용 소총 탄약과 크기 및 성능 면에서 유사하도록 설계되었다. 1913년 RL18000C 시험 탄약에 도달하기 전까지 수십 가지의 .256 및 .276 탄약통 케이스와 탄두 반복이 수년간 개발 및 테스트되었다. 가장 긴 .276 탄약통 반복은 전체 길이가 3.587 in (91.11 mm), 케이스 길이가 2.76 in (70.10 mm)였다. 탄약통 케이스 디자인 RL18000은 165 gr (10.69 g), 175 gr (11.34 g), 188 gr (12.18 g) 길이의 다양한 .276 스피처 탄두와 함께 최종 선택이 될 가능성이 높았다. 소화기 위원회는 모두 대체로 허용 가능하지만, 165 gr (10.69 g) 탄두 디자인이 175 gr (11.34 g) 탄두보다 800 yd (732 m)까지 탄도가 더 평탄했기 때문에 선호했다. 그들은 병사 시험용으로 천정의 소총을 제작할 것을 권고했다.
더 큰 크기와 높은 총구 에너지를 가진 .276 탄약을 허용하기 위해 새로운 실험 소총이 개발되었다. 실험용 패턴 1913 엔필드 소총은 수정된 마우저형 작동 방식을 특징으로 하였으며, 이는 매우 견고하고 리엔필드 작동 방식보다 더 강력하도록 설계되었다. .303 브리티시 탄약은 .276 엔필드보다 탄두 직경이 더 크지만, .276 엔필드 탄약통 케이스는 더 크고 더 많은 추진제를 포함하여 더 높은 약실 압력과 더 높은 총구 속도를 발생시키므로, .303 브리티시보다 더 강력하다. 예를 들어, 영국이 결국 현대화한 1910년에 도입된 .303 브리티시 마크 VII 탄약은 174 gr (11.28 g)의 탄두 중량과 2,441 ft/s (744 m/s)의 총구 속도를 가지는 반면, .276은 165 gr (10.69 g)의 탄두 중량과 2,785 ft/s (849 m/s)의 총구 속도를 가지며, 800 yd (732 m)에서 탄도 정점은 .303 마크 VII 탄약의 9 ft (2.74 m)에 비해 5.23 ft (1.59 m)이다.
더 날씬하고 공기역학적인 탄두(이전 단락의 탄도 역설계를 통해 약 0.55의 탄도계수(G1 BC)를 나타냄)와 더 높은 단면 밀도를 더 높은 총구 속도로 추진하고 더 빠른 속도로 이동하도록 설계된 .276 엔필드는 .303 브리티시 마크 VII보다 더 나은 탄도 성능을 제공했다. .276 엔필드는 또한 탄창 급탄식 무기에서 더 높은 신뢰성을 보장하기 위해 림이 없었다. 이는 오래된 .303 브리티시 탄약의 문제점이었다. 그러나 제1차 세계 대전의 임박으로 인해 .276 엔필드는 군사 서비스에 도입되지 못했다.

## 1913년 병력 시험

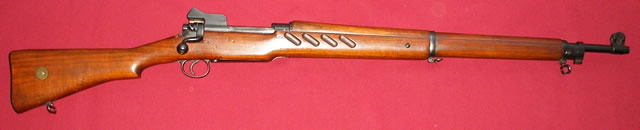
패턴 1913 엔필드 실험 소총

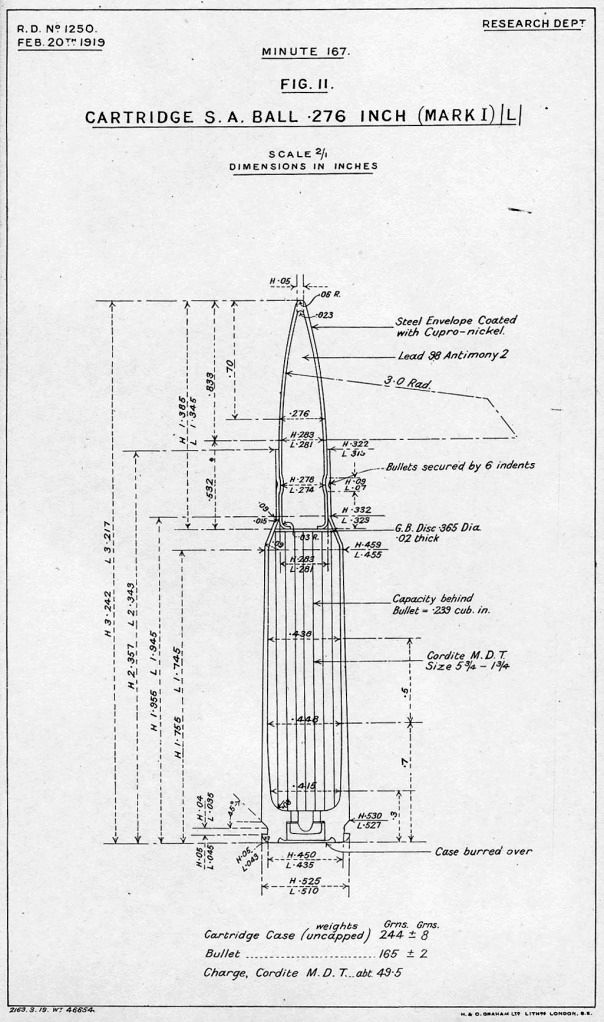
(실험용) 카트리지 S.A. 볼 .276인치 마크 I L 도면

1910년부터 여러 개발 버전의 탄약이 준비되었고, 1913년에 약 1,000정의 패턴 1913 엔필드 소총과 600,000발의 RL18000C 시험 탄약이 병력에게 배포되었다. 병력 시험용 소총의 좌회전 강선 강선 회전율은 10 in (254 mm)에 1이었고, 5개의 강선 홈이 있었으며 홈 깊이는 .005 인치 (0.127 mm), 랜드 폭은 .09352 인치 (2.375 mm)였다. 병력 시험용 RL18000C 탄약은 초기 RL1800 반복보다 케이스 벽이 약간 더 얇아 장약 용량을 늘렸고, 뇌관 주위에 링형 홈을 만들어 "캡 빠짐"을 방지했다. 뇌관 캡은 0.6 gr (0.04 g)의 뇌관 조성을 포함하는 구리로 만들어졌다. 병력 시험용 탄약의 대부분은 로열 연구소에서 "R^L"이라는 헤드스탬프를 사용하여 제조되었지만, 킹스 노턴, 키노크, 그린우드 앤 배틀리에서도 제조되었다. 병력 시험용 탄약은 공식적으로 승인되지 않았지만, 일부 문서와 포장 라벨에는 "카트리지 S.A. 볼 .276인치 마크 I"이라고 언급되었다. 병력 시험용 소총과 탄약은 하이스의 사격 학교, 3개 기병 연대의 각 1개 중대, 8개 보병 대대의 각 1개 중대에 배포되었다. 기병 중대 중 하나는 남아프리카 공화국에, 보병 중대 중 하나는 이집트에 주둔했다. 나머지 부대들은 영국에 있었다. 탄약은 마우저 게베어 98 및 M1903 스프링필드 소총에서 사용된 것과 유사한 5발 스트리퍼 클립으로 포장되었다. 볼 탄약은 49.3 gr (3.19 g)의 코르다이트 MDT 53⁄4-13⁄4 (코르다이트 MD를 튜브에 압축한 것)를 165 gr (10.69 g) 백동 피복 .282 in (7.16 mm) 직경 1.365 in (34.67 mm) 길이의 스피처 탄두 뒤에 장전했다. 탄두 코어는 납 98%와 안티몬 2% 합금으로 만들어졌다. 훈련용 탄약은 뇌관이나 화약을 포함하지 않는 두 가지 버전이 보고되었다. 하나는 표준 탄두가 있는 주석 도금 케이스이고, 다른 하나는 도금되지 않은 황동 케이스에 둥근 코의 목재 탄두가 있다.
불활성 더미 또는 검사용 RL20408 공포탄 및 내압 시험 탄약도 RL 18000C 케이스를 기반으로 생산되었다. 내압 시험 탄약은 압력 배럴용 RL 18000.B(i) 변형과 소총 내압 시험용 RL 18000.B(j) 변형으로 제작되었다. 이 탄약의 50,763 CUP 최대 압력은 C.I.P. 규제 국가에서 사용되는 Pmax 피에조 압력과 SAAMI 최대 평균 압력(MAP)인 50,000 CUP로 평가되는 .30-06 스프링필드 탄약과 유사하다.
병력 시험 결과에 따르면 이 탄약은 총강에 심한 금속 오염, 강한 반동, 매우 큰 총성, 바람직하지 않은 총구 화염, 과열된 소총 총열, 그리고 (특히 총열이 뜨거울 때) 추출의 어려움을 유발하는 것으로 보고되었다. 과열은 과도한 총열 마모, 주변 환경의 열로 인한 의도하지 않은 조기 발사, 그리고 (미리 가열된) 뜨거운 총열에서 쿡 오프된 탄약으로 인한 잠재적으로 위험한 압력 징후를 발생시켜 약 64,960 psi (447.9 MPa) (약 54,658 CUP)의 (과도한) 약실 압력을 생성했다. 안전상의 예방책으로, 소총을 식히지 않고는 15발 이상 발사하지 않도록 프로그램이 수정되었다.
1913년 중반까지, 코르다이트보다 더 온화한 연소 온도를 가진 적절한 추진제가 개발되기 전까지는 새로운 탄약과 소총이 서비스에 통과될 수 없다는 것이 명확해졌다. 추진제와 금속 오염 문제에 대한 작업은 1914년까지 계속되었지만, 전쟁 발발로 인해 1914년 8월에 작업이 중단되었다. 영국은 새로운 탄약의 지속적인 개발과 필연적인 전시 생산 문제를 동시에 해결하는 대신, 제1차 세계 대전 내내 .303 브리티시 구경 리엔필드 소총을 표준 군사 무기로 계속 제조했다. 반면에 캐나다는 유사한 .280 로스 탄약에 대한 경험이 있었고, 새로 동원된 병력을 무장시키기 위해 P13 소총을 잠재적으로 사용할 가능성에 관심을 보인 것으로 보인다. 캐나다는 표준 지급용으로 더 적합한 소총이 나올 때까지 탄약 생산을 위해 윈체스터 리피팅 암스와 계약했다.
1916년 8월, 윈체스터 리피팅 암스는 RL18000C 설계에 따라 .276인치 탄약을 한 번 생산했다. 이 계약은 캐나다 당국에 의해 체결된 것으로 알려져 있지만 그 이유는 알 수 없다.
탄약은 다음과 같은 곳에서 제조된 것으로 알려져 있다:
- 로열 연구소 (헤드스탬프 R^L)
- 킹스 노턴 금속 회사 (헤드스탬프 KN, 일부는 13년도 포함)
- 그린우드 앤 배틀리 (헤드스탬프 GB 또는 G&B)
- 키노크 (헤드스탬프 K)
- 윈체스터 (헤드스탬프 WRA Co. 8-16)

## 후속 개발
패턴 1913 엔필드 (P'13) 소총 설계는 .303 브리티시 탄약에 맞게 패턴 14 소총 (P'14)으로 수정되었다. 생산은 처음에는 빅커스에 할당되었지만, 빅커스가 기관총 생산에 집중할 수 있도록 곧 미국 제조사로 도구 장비가 넘어갔다. 레밍턴 암스와 윈체스터는 1915년과 1916년에 영국을 위해 1,233,075정의 P'14 소총을 제조했다. 레밍턴은 생산량의 가장 큰 부분을 볼드윈 로코모티브 웍스 에디스톤 무기 공장에 하청 주었다. 이 설계는 다시 .30-06 스프링필드 탄약에 맞게 M1917 엔필드 소총으로 수정되었으며, 레밍턴, 윈체스터, 볼드윈이 미국을 위해 2,193,429정을 제조했다. 미국 원정군의 약 75%가 M1917 소총을 전투에 휴대했다. 이 M1917 소총의 거의 절반이 제2차 세계 대전 초기에 무기대여법으로 영국에 보내졌다. 레밍턴은 이 설계를 다시 모델 30, 30S, 720 소총의 민간 생산 기반으로 수정했다.
.276 엔필드 케이스는 1922년에서 1935년 사이에 영국에서 수행된 다양한 철갑탄 시험을 위해 .303 구경으로 넥업되어 .303 매그넘을 생산했다. 또한, .276 엔필드 탄약은 최대 압력이 50,500 CUP로 평가되는 1917년 독일 7×64mm 탄약과 유사한 성능을 나타낸다는 점도 언급되었다.

### 추진제 개발

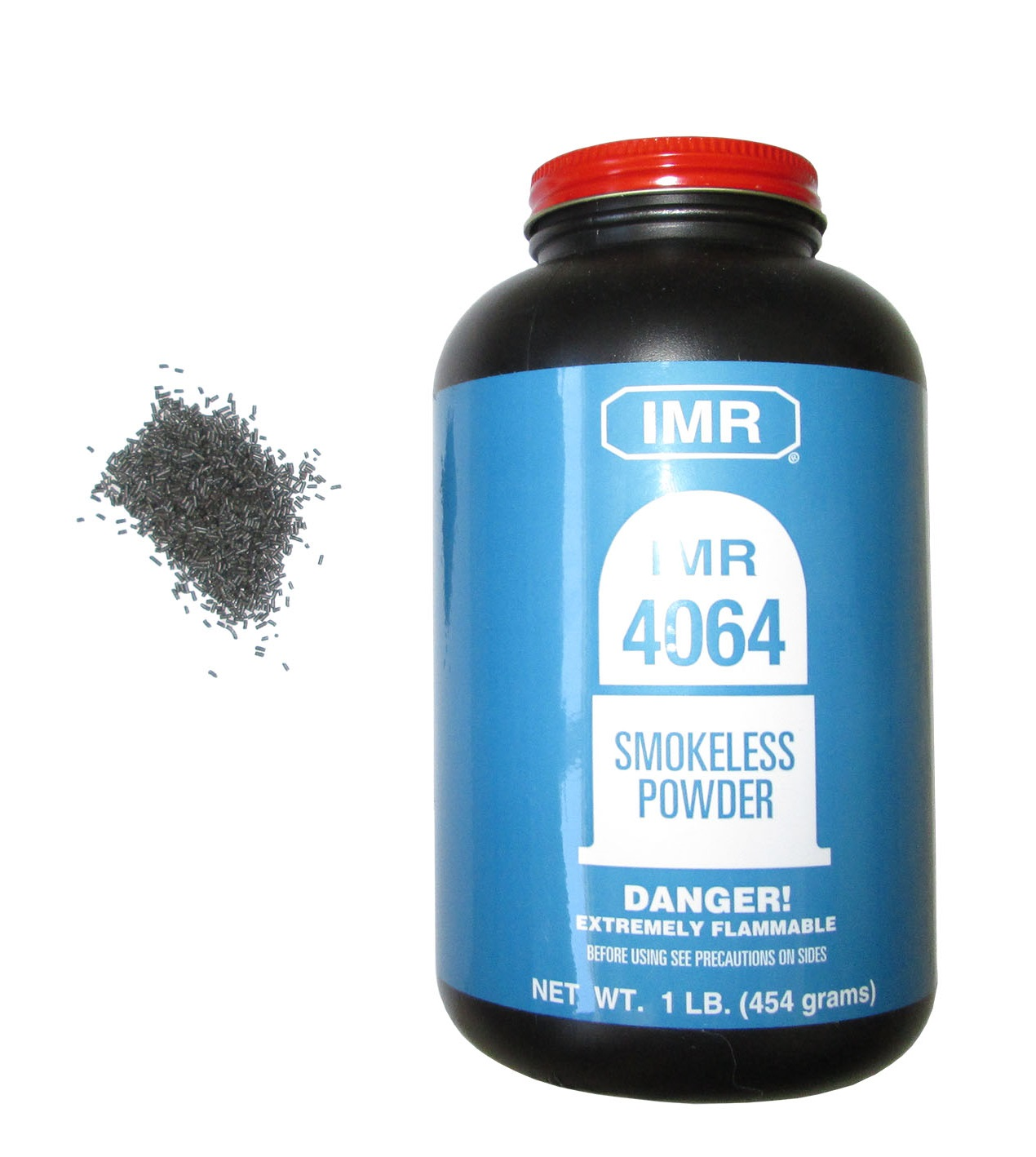
IMR 4064 화약

적합한 (더 시원하게 연소하는) 추진제 부족은 1914년 .276 엔필드 탄약을 위한 코르다이트 대체제로 개선된 군용 소총 (IMR) 튜브형 나이트로셀룰로스 무연 화약 #15 설계로 이어졌다. 1919년, IMR #151⁄2는 백동 피복 탄두의 금속 오염을 줄이기 위해 IMR #15에 2%의 주석을 추가했다. IMR #4064는 1935년에 두 화약을 모두 대체했으며, 그 이후로 사용 가능하다.

## 같이 보기
- 리베이티드 림 탄약 목록
- 7 mm 구경
- .275 H&H 매그넘
- 소총 탄약 목록